# 儲光羲
儲 光羲（ちょ こうぎ、707年 - 763年）は、中国・唐の詩人。潤州延陵県の出身。

## 略歴
開元14年（726年）に進士となり、至徳元載（756年）に監察御史となる。安禄山の乱の時に賊軍に官を授けられたため、乱後は嶺南に流され、その地で没する。

## 詩人としての彼
その詩は陶淵明を模範とし、質朴・古雅の趣をふくみ、田園詩に長じ王維・孟浩然・韋応物と肩を並べた。著に『儲光羲詩集』5巻の他、『正論・九経分義疎』があり、『唐詩選』に洛陽道などの絶句4首を収めている。
| 田家雑興   |                              |
| 種桑百餘樹 | 桑を種（う）う百よ樹         |
| 種黍三重畝 | 黍を種う三重畝               |
| 衣食既有餘 | 衣食既に餘りあり             |
| 時時會賓友 | 時時賓友を会す               |
| 夏来菰米飯 | 夏来たって菰米の飯           |
| 秋至菊花酒 | 秋至れば菊花の酒             |
| 孺人喜逢迎 | 孺人（じゅじん）は逢迎を喜び |
| 稚児解趨走 | 稚児は趨走を解す             |
| 日暮閒園裏 | 日暮閒園のうち               |
| 團團蔭楡柳 | 団団楡柳を蔭にす             |
| 酩酊乗夜帰 | 酩酊夜に乗じて帰れば         |
| 涼風吹戸牖 | 戸牖に涼風が吹く             |
| 清浅望河漢 | 清浅河漢を望み               |
| 低昂看北斗 | 北斗を低昂看る               |
| 数甕猶未開 | 数甕猶未だ開かず             |
| 来朝能飮否 | 来朝能く飮むや否や           |

| 長安道     |                    |
| 鳴鞭過酒肆 | 鳴鞭酒肆を過ぎ     |
| 袨服遊倡門 | 袨服倡門に遊ぶ     |
| 百萬一時盡 | 百万一時に尽き     |
| 含情無片言 | 情を含んで片言なし |

| 洛陽道     |                         |
| 大道直如髪 | 大道 直きこと髪のごとく |
| 春日佳気多 | 春日 佳気多し           |
| 五陵貴公子 | 五陵の貴公子            |
| 双双鳴玉珂 | 双双 玉珂を鳴らす       |